# Sekarābād
Sekarābād (persiska: سكر آباد, سُكر آباد, سِگليَوَ, سُكلاوِه) är en ort i Iran.   Den ligger i provinsen Ardabil, i den nordvästra delen av landet, 300 km nordväst om huvudstaden Teheran. Sekarābād ligger 1 192 meter över havet och antalet invånare är 144.
Terrängen runt Sekarābād är kuperad söderut, men norrut är den platt. Sekarābād ligger nere i en dal. Runt Sekarābād är det ganska glesbefolkat, med 38 invånare per kvadratkilometer. Närmaste större samhälle är Ganjgāh, 10,7 km norr om Sekarābād. Trakten runt Sekarābād består i huvudsak av gräsmarker.